# Kabinett Penno
Die Exilregierung der Republik Estland unter Regierungschef Enno Penno („Kabinett Penno“) amtierte vom 20. Juni 1990 bis zum 7. Oktober 1992. Sie war nach amtlicher Zählung die 33. Regierung der Republik Estland seit Ausrufung der staatlichen Unabhängigkeit 1918 sowie die fünfte und letzte estnische Exilregierung nach der Besetzung der Estlands durch die Sowjetunion. Sie blieb 841 Tage im Amt.

## Politische Entwicklung
Am 1. März 1990 ernannte der bisherige Exil-Regierungschef Heinrich Mark (1911–2004) den Politiker Enno Penno (1930–2016) zu seinem Nachfolger. Penno bildete am 20. Juni 1990 das Kabinett um. Mark übernahm die Rolle des Staatsoberhaupts im Exil als Nachfolger des gebrechlichen Tõnis Kint (1896–1991).
Die Exilregierung unter Enno Penno war stark von den Umbrüchen in der Estnischen SSR geprägt. Am 18. März 1990 hatten die letzten Wahlen zum Obersten Sowjet der Estnischen SSR stattgefunden. Die demokratische Rahvarinne erhielt 45 der 105 Sitze im Parlament. Am 3. April 1990 trat mit Edgar Savisaar und seinem Kabinett eine demokratisch gewählte estnische (Übergangs-)Regierung ihr Amt an. Damit beschleunigte sich der politische Prozess in Richtung Eigenständigkeit des Landes. Er führte am 20. August 1991 während des Putsches in Moskau zur endgültigen Loslösung Estlands von der Sowjetunion und zur Wiedererlangung der staatlichen Unabhängigkeit.
Am 30. Januar 1992 wurde Edgar Savisaar von Tiit Vähi als (Übergangs-)Ministerpräsident abgelöst. Am 3. Juli 1992 trat nach einer Volksabstimmung die neue Verfassung der Republik Estland in Kraft. Am 20. September 1992 fand die erste freie Parlamentswahl nach dem Zweiten Weltkrieg in Estland statt.
Bereits vorher, am 16. Juli 1992, hatte die estnische Exilregierung nach dem Inkrafttreten der neuen Verfassung in einer kurzen Erklärung ihre Auflösung zum Datum des Zusammentritts des freigewählten Parlaments und eines neuen Staatspräsidenten erklärt.
Am 5. Oktober trat das frei gewählte Parlament zu seiner ersten Sitzung zusammen. Am 6. Oktober wurde Lennart Meri als Staatspräsident der Republik Estland vereidigt. Einen Tag später erklärte Heinrich Mark in einer feierlichen Erklärung an die Abgeordneten des Parlaments die Übergabe seiner Vollmachten an die gewählten Staatsorgane der Republik Estland. Estland war wieder ein freier und souveräner Staat.

## Kabinettsmitglieder
| Ressort                                     | Name                 | Amtszeit                           |
| ------------------------------------------- | -------------------- | ---------------------------------- |
| Stellvertretender Ministerpräsident im Exil | Enno Penno           | 20. Juni 1990 – 7. Oktober 1992    |
| Minister im Exil                            | Arvo Horm            | 20. Juni 1990 – 7. Oktober 1992    |
| Finanzminister im Exil                      | Peeter Luksep        | 20. Juni 1990 – 7. Oktober 1992    |
| Minister im Exil                            | Ants Pallop          | 20. Juni 1990 – 7. Oktober 1992    |
| Gerichtsministerin im Exil                  | Aino Lepik von Wirén | 20. Juni 1990 – 7. Oktober 1992    |
| Innenminister im Exil                       | Aksel Mark           | 20. Juni 1990 – 7. Oktober 1992    |
| Verkehrsminister im Exil                    | Jaan Tiimusk         | 20. Juni 1990 – 7. Oktober 1992    |
| Kriegsminister im Exil                      | Jüri Toomepuu        | 20. Juni 1990 – 7. Oktober 1992    |
| Sozialminister im Exil                      | Ivar Paljak          | 20. Juni 1990 – 7. Oktober 1992    |
| Bildungsminister im Exil                    | Johan Ungerson       | 20. Juni 1990 – 20. November 1991  |
| Geschäftsführender Bildungsminister im Exil | Ivar Paljak          | 23. Februar 1992 – 7. Oktober 1992 |
| Wirtschaftsminister im Exil                 | Mihkel Mathiesen     | 20. Juni 1990 – 7. Oktober 1992    |
| Außenminister im Exil                       | Olev Olesk           | 20. Juni 1990 – 7. Oktober 1992    |
| Landwirtschaftsminister im Exil             | Helmut Talts         | 20. Juni 1990 – 2. Juli 1992       |